# Lichtenberg-féle ábra

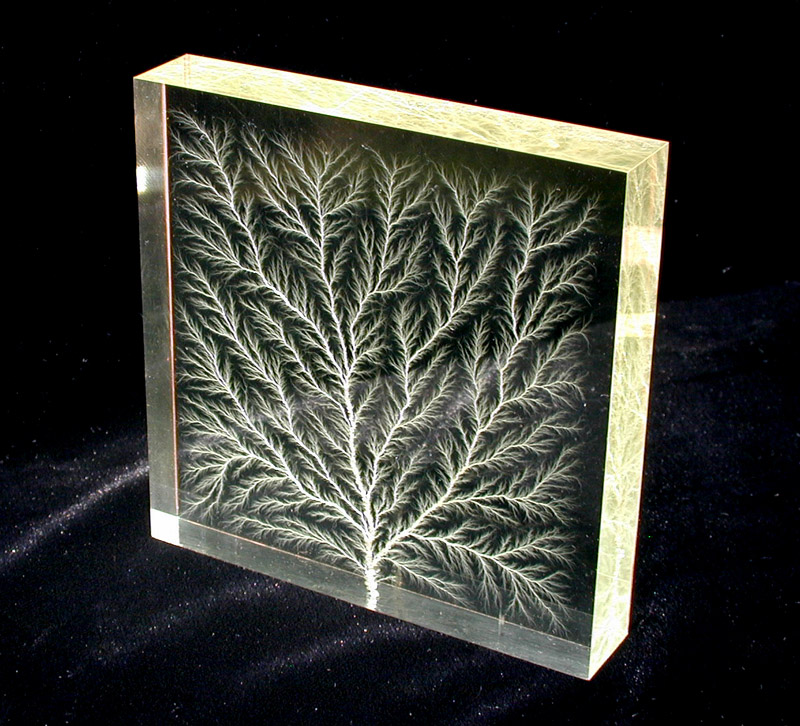
Lichtenberg-féle ábra egy plexiüvegben

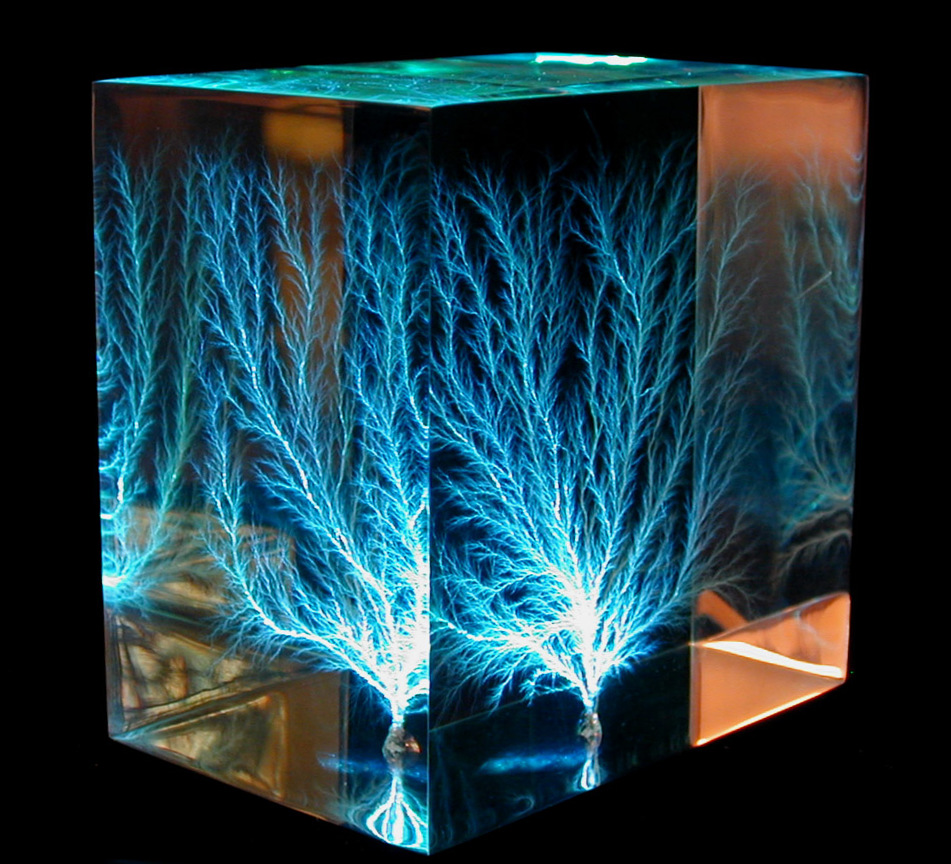
Lichtenberg-féle ábra egy akrilkockában

A Lichtenberg-féle ábra elágazó fa ágaira hasonlító mintázat, amiket nagyfeszültség hoz létre egy elektromosan szigetelő felületen vagy egy anyag belsejében.
Az első Lichtenberg-féle ábrákat kétdimenziós por alkotta, ami leülepedett egy elektromosan töltött felületen felfedezője, Georg Christoph Lichtenberg (1742–1799) német fizikus laboratóriumában. A felfedezés 1777-ben történt. A jelenséget Lichtenberg a tanítványai előtt is bemutatta. Későbbi visszaemlékezéseiben is leírja (De Nova Methodo Naturam Ac Motum Fluidi Electrici Investigandi).
A Lichtenberg-féle ábrák fizikai alapelveinek vizsgálata napjainkban a plazmafizika tudományához vezettek.
Lichtenberg professzor különféle nagyfeszültségű, elektrosztatikus eszközt alkalmazott különböző szigetelő felületek elektromos feltöltésére, ezek között volt gyanta, üveg és ebonit (keménygumi). Az elektromosan feltöltött felületre finomra őrölt keveréket szórt, ami kénből és míniumból (másik neve: vörös ólom) állt. Úgy találta, hogy az elektromosan negatívra töltött kénpor jobban vonzódott a pozitívan töltött területekhez. A pozitívra töltött mínium a negatívan töltött területekhez vonzódott. Az így kirajzolódó színes ábrák láthatóvá tették az addig rejtett polaritást. Az elektromosan szigetelő felületek hosszú ideig megőrzik az elektromos töltéseket, hiszen nem vezetik őket.
Lichtenberg felfedezte azt is, hogy a negatív és a pozitív töltések által létrehozott ábrák alapvetően eltérnek egymástól. A pozitív töltések által generált figurák inkább csillagszerűek voltak, hosszú, elágazó ágakkal; a negatív töltések által létrehozott figurák rövidebbek, kerekebbek voltak. A felületre gyengéden rányomott papírral Lichtenberg képes volt a figurák ábráit rögzíteni és bemutatni mások számára. Ez az elvi alapja a napjainkban alkalmazott másológépeknek és lézernyomtatóknak is.
Számos további fizikus kutatta a jelenséget: Gaston Planté és Peter T. Riess (az 1850-es évek közepe), Étienne Léopold Trouvelot francia tudós és művész; Thomas Burton Kinraide (késői 1800-as évek); Carl Edward Magnusson és Maximilien Toepler professzor; P. O. Pedersen és Arthur von Hippel (1920-as, 1930-as évek).
Az 1920-as években von Hippel felfedezte, hogy a Lichtenberg-féle ábrák egy összetett folyamat során jönnek létre, amiben a koronakisülés is szerepet játszik. Von Hippel rámutatott arra is, hogy az alkalmazott feszültséget növelve, vagy a környező gáz nyomását csökkentve a Lichtenberg figurák átmérője, illetve az általuk bejárt útvonal hossza megnövekszik.
Riess felfedezte, hogy a Lichtenberg-féle ábrák átmérője pozitív töltés esetén 2,8-szer nagyobb, mint negatív töltés esetén (azonos feszültséget alkalmazva).
A Lichtenberg-féle ábrák általában igen rövid idő (pár nanoszekundum) alatt alakulnak ki elektromos kisülések idején gázokban, elektromosan szigetelő folyadékokban, vagy szilárd anyagokban. Kialakulhat azonban évek alatt is, ha az anyagon sorozatosan kis energiájú töltéslevezetés megy végbe. Ezek az apró átvezetések részben elektromosan vezető felületet hoznak létre, amin a további átvezetések működni és növekedni tudnak. Gyakran található ilyen a távvezetékek szennyezett szigetelőinek felületén. A szilárd anyagok (dielektrikumok) belsejében ott alakul ki vezető rész, ahol az anyag sérült vagy hiányos (pl. légzárvány van benne). Mivel a távvezetékek esetén az ilyen átvezetések előbb-utóbb a szigetelő tönkremeneteléhez és áramszünethez vezetnek, megelőzésükre ezért odafigyelnek.

## Fraktálok
Lichtenberg-féle ábrák valójában fraktálok, mivel különböző nagyításban önhasonlóak. Ez egyúttal azt jelenti, hogy az ábrákat le lehet írni matematikailag a fraktálgeometria segítségével. A síkbeli alakzatok fraktáldimenziója 1,5...1,9 közötti, a térbelieké 2,5 körüli.

## Lichtenberg-féle ábrák a természetben
- Egyik példa a fulgurit, ami nagyfeszültségű villámcsapás során jön létre a talajban vagy a talaj felszínén.
- Villámcsapást szenvedett személyek bőrén pirosas Lichtenberg-féle ábrák alakulnak ki a villám belépési és kilépési pontjából kiindulva. A túlélők bőrén az ábra órák vagy napok alatt elhalványul. Kialakulásának pontos oka ismeretlen, valószínűleg a kapillárisok fizikai sérüléséből alakul ki, vagy a bőr felszínén végigfutó lökéshullám okozza.
- Időnként ilyen ábra látható a talaj felszínén, ahova a villám lecsap.
- A villámlás is Lichtenberg-féle ábra alakját mutatja a levegőben.
- Viharban átrepülő repülőgép ablakán időnként látható.

## Gyakorlati hasznosítás
- A nagyfeszültségű berendezések környezetében, például a szigetelőkön kialakuló Lichtenberg-féle ábrák a szigetelés hibájára figyelmeztetnek, aminek kezelésével nagyobb hibák, hosszabb áramszünetek előzhetők meg.
- Villámcsapást szenvedett emberek vagy állatok testén kialakuló Lichtenberg-féle ábra a villámcsapás tényét erősítik meg a halottkém számára, aki egyértelműen megjelölheti a villámot mint a halál okát.

## Külső hivatkozások
- Yves Domart, MD, Emmanuel Garet, MD: Lichtenberg Figures Due to a Lightning Strike, New England Journal of Medicine, Volume 343:1536, November 23, 2000